# The Pretense of Normality
The Pretense Of Normality (2005) is het debuutalbum van de Belgische hardcoreband The Setup.

## Nummers
1. "Out of Sync"
2. "Impaired Judgement"
3. "Bloodlust"
4. "Death of a Nation"
5. "Judas Kiss"
6. "Theory of the Crime"
7. "Sure Death"
8. "Degrees of Separation"
9. "Abattoir"
10. "Nails"
11. "Black Water"